# Geografía de Santander (Colombia)
El departamento colombiano de Santander ocupa en el país el cuarto lugar por su importancia poblacional y económica. 87 municipios y 30.537 km² que significa el 2,7% del territorio nacional. 
Se halla comprendido entre los 5° 26´ y 8° 08¨ de latitud norte. 72° 26´ y 74° 32´ de longitud al oeste del meridiano de Greenwich, sobre la zona intertropical o latitudes bajas. Está situado en el norte del país formando parte de la región Andina, su territorio cubre la vertiente occidental de la Cordillera Oriental. 
En 1857, el cartógrafo Agustín Codazzi levantó el mapa oficial del Estado Soberano de Santander. Desde entonces los cambios no han tenido mayor relevancia a excepción de lo relativo a la separación del Norte de Santander.

## Sismicidad
Todos los municipios del Departamento se hallan amenazados por movimientos. En Santander la actividad está bien definida en el denominado “Nido” o “Enjambre sísmico de Bucaramanga". 
Su epicentro ubicado a 150 km de profundidad y a 50 km al sur de Bucaramanga entre las poblaciones de Umpalá y Cepitá, en el Cañón del Chicamocha. 
Registra un promedio diario de 85 sismos de baja magnitud en la escala de Richter. Es catalogado como el segundo en actividad permanente en todo el mundo.[cita requerida]
El peligro se refleja directamente en la Cordillera Oriental y el Valle del Magdalena Medio sectores tectónicamente complejos y sísmicamente activos...
Otro de los nidos sísmicos de Santander está situado en la Mesa de Los Santos, donde han ocurrido varios sismos de magnitud

## Hidrografía

### Ríos
La mayor parte de los ríos y quebradas son afluentes del río Magdalena. Este corre de sur a norte por el costado occidental de su geografía en una longitud de 289 km. De sus aguas se obtiene gran producción de pescado, últimamente ha disminuido por la contaminación de sus aguas. Es navegable por pequeñas y medianas embarcaciones. Prácticas de deporte y turismo. Por este río en épocas pasadas entró parte del desarrollo al país.
- El río Sogamoso,  al llegar al sitio Las Juntas, los ríos Chicamocha y Suárez se unen, donde confluyen las provincias de Soto, Guanentá y Mares, y forman el río Sogamoso que sigue un recorrido este oeste hasta desembocar en el río Magdalena. Estos ríos anteriores son de importancia para Santander, en su recorrido están ubicados la mayoría de municipios, importancia que radica en la producción de materiales para construcción, pesca, deportes y turismo.

- El río Chicamocha, que viene en dirección sur norte desde Boyacá y hace límite entre las provincias de García Rovira y Guanentá formando el Cañón del Chicamocha que es donde se encuentra el Parque nacional del Chicamocha en el municipio de Aratoca. En este cañón como en el Cañón del Colorado en Estados Unidos es posible el estudio geológico de la tierra y se tiene claro que los indios guanes lo habitaron, siendo la población indígena más representativa de la región.

- El río Suárez, que va de sur a norte irrigando un fértil valle en las provincias de Vélez y Comunera. Su afluente importante es el río Fonce.

- El río Lebrija, que va de oriente occidente. Lo conforman los ríos de Oro, Suratá, Rionegro, Cáchira y otros. Importancia por materiales de construcción, pesca, turismo y deportes. En este río se halla la Hidroeléctrica del Río Lebrija. El río es navegable en pequeñas embarcaciones en la parte baja.

- El río Opón, sus afluentes aportan un caudal considerable. Pesca, materiales de construcción y turismo. Su principal afluente es el río La Colorada. Corre este oeste, navegable en pequeñas embarcaciones.

- El río Carare, conocido también como río Minero. Su rumbo es sur a norte occidental. Material de construcción, pescado y deporte. Navegable en pequeñas embarcaciones.

- El río Guaca, que junto con el río Listarà se unen en la parte alta de la cabecera del municipio de San Andrés, para luego unirse a varias quebradas, desembocan al río Chicamocha. La quebrada Montosa que se forma de las quebradas Guamal y Vara Blanca, desemboca en el río Guaca.

- El río Ermitaño, que hace límites con Boyacá y su dirección es este oeste. Corre por una profunda depresión montañosa.

Santander tiene más de 500 quebradas y riachuelos regados a todo lo largo y ancho de su geografía. Individualmente, Floridablanca es el municipio que tiene más de este tipo de corriente de aguas, incluyendo la quebrada Aguablanca.

### Cascadas y saltos
- Salto del mono Ahullador en el municipio de Aratoca, que tiene una cascada de 120 m de altura y cae a un pozo tan grande como 3 piscinas olímpicas al cual no se le encuentra fondo.
- Salto de la Capilla en Matanza, Salto del Duende en Los Santos, de García en El Socorro, Cascada de la Uchata en Galán, de Los Caballeros en San José de Suaita, en Gámbita las de Palmar, Santafé y Saravita, de Chima en Chima, de La Chingua en Palmar, del Cáliz y Salto del Ángel en Charalá, Salto del Diablo en Mogotes, Salto del Mico en Barichara, cascadas de Cachalú y Muzo en Encino, de Macaregua y las Lajas en Jordán, La Bramadora en Puente Nacional, El Batán en Chipatá, El Salto en el Cerrito, La Loma en Capitanejo, Barrueto y Sáncara en Enciso, de Betulia en Betulia y La Lajita en Zapatoca.

## Orografía

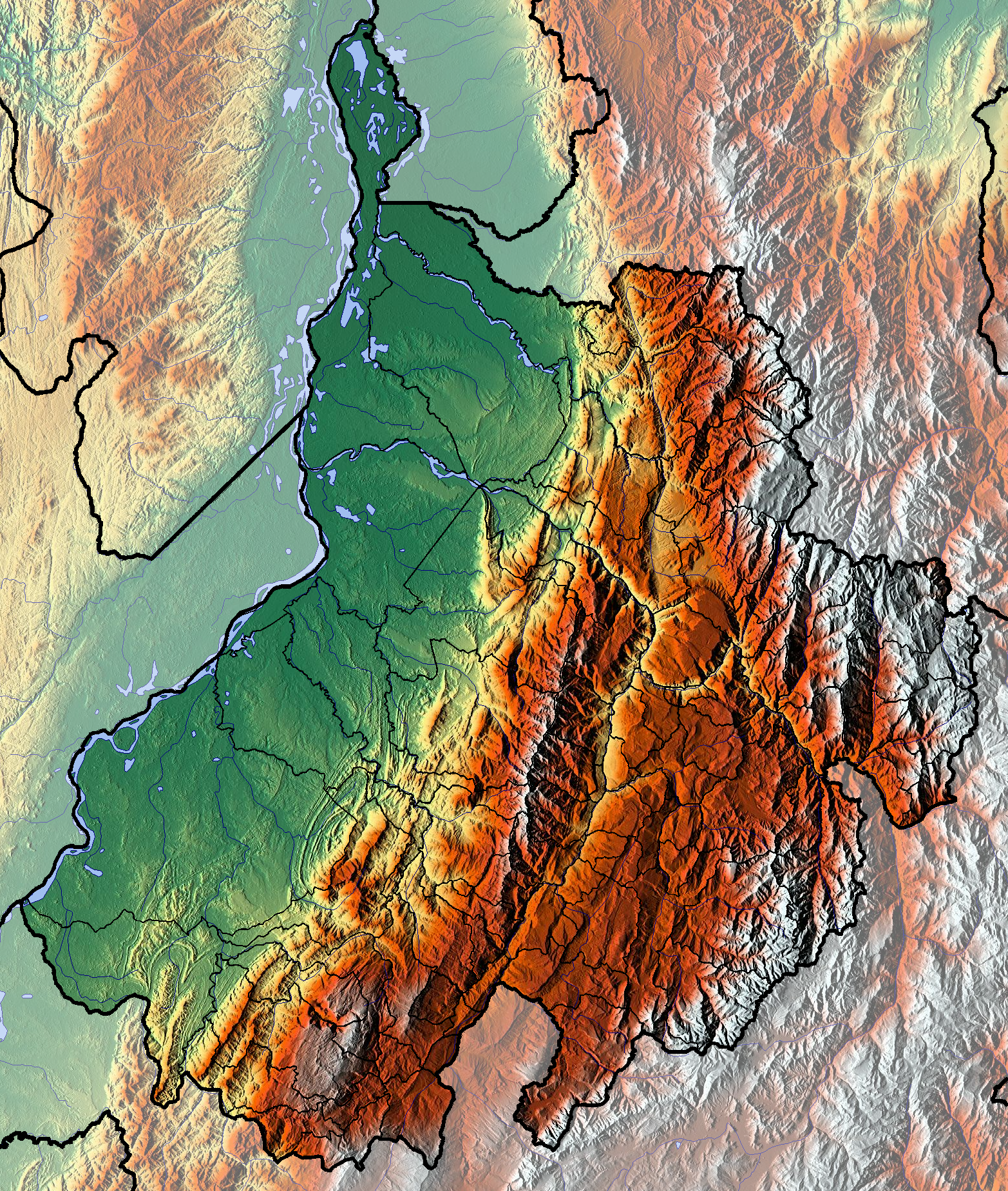
Topografía de Santander.